# Valse no 19 de Chopin
La Valse no 19 de Chopin en la mineur, B 150, WN 63, KK IVb/11, P 2/11, est une valse pour piano seul composée par Frédéric Chopin. Elle a été écrite entre 1847 et 1849, mais n'a été publiée qu'en 1860, après la mort du compositeur, par Jacques Maho. À cette époque, elle est attribuée à Charlotte de Rothschild et est publiée sous le numéro 3 de « Quatre pièces pour piano ». Cette collection comprenait également le Nocturne no 21 en do mineur (en), B. 108. Ce n'est qu'en 1955, 95 ans après sa première publication, qu'elle fut correctement attribuée à Chopin.

## Structure
Cette valse est structurée en un seul mouvement en forme de rondo marqué allegretto. C'est l'une des valses les plus courtes et techniquement les plus faciles de Chopin.

## Analyse
La pièce montre une grande tristesse, tout en renfermant quelques épisodes qui font allusion au bonheur et à l'espoir. Le premier thème de la pièce utilise une mélodie simple mais efficace, véhiculant un portrait triste, avec des ornements décoratifs utilisés tout au long. Le deuxième thème est plus vif, ponctué d'un vif arpège ascendant, bien qu'il garde encore une certaine tristesse. Vers la moitié du morceau, il y a une modulation en la majeur, avec une mélodie heureuse et joyeuse. La pièce se termine par le thème principal, suivi d'une courte coda.